# Aparapotamon molarum
Aparapotamon molarum е вид ракообразно от семейство Potamidae.

## Разпространение
Видът е разпространен в Китай (Юннан).